# Tuffi ai Giochi della XIV Olimpiade
Le competizioni dei tuffi ai  Giochi della XIV Olimpiade si sono svolte nei giorni dal 30 luglio al 6 agosto 1948 alla Empire Pool a Londra.
Come a Berlino 1936 si sono svolti 4 eventi: le gare dal trampolino e dalla piattaforma, sia maschili che femminili.

## Calendario
| Tuffi ai Giochi della XIV Olimpiade | Tuffi ai Giochi della XIV Olimpiade | Tuffi ai Giochi della XIV Olimpiade | Tuffi ai Giochi della XIV Olimpiade | Tuffi ai Giochi della XIV Olimpiade | Tuffi ai Giochi della XIV Olimpiade | Tuffi ai Giochi della XIV Olimpiade | Tuffi ai Giochi della XIV Olimpiade | Tuffi ai Giochi della XIV Olimpiade | Tuffi ai Giochi della XIV Olimpiade | Tuffi ai Giochi della XIV Olimpiade | Tuffi ai Giochi della XIV Olimpiade | Tuffi ai Giochi della XIV Olimpiade | Tuffi ai Giochi della XIV Olimpiade | Tuffi ai Giochi della XIV Olimpiade | Tuffi ai Giochi della XIV Olimpiade | Tuffi ai Giochi della XIV Olimpiade | Tuffi ai Giochi della XIV Olimpiade |
| Eventi / Giorni                     | Luglio/Agosto 1948                  | Luglio/Agosto 1948                  | Luglio/Agosto 1948                  | Luglio/Agosto 1948                  | Luglio/Agosto 1948                  | Luglio/Agosto 1948                  | Luglio/Agosto 1948                  | Luglio/Agosto 1948                  | Luglio/Agosto 1948                  | Luglio/Agosto 1948                  | Luglio/Agosto 1948                  | Luglio/Agosto 1948                  | Luglio/Agosto 1948                  | Luglio/Agosto 1948                  | Luglio/Agosto 1948                  | Luglio/Agosto 1948                  | Luglio/Agosto 1948                  |
| Eventi / Giorni                     | 29                                  | 30                                  | 31                                  | 1                                   | 2                                   | 3                                   | 4                                   | 5                                   | 6                                   | 7                                   | 8                                   | 9                                   | 10                                  | 11                                  | 12                                  | 13                                  | 14                                  |
| ----------------------------------- | ----------------------------------- | ----------------------------------- | ----------------------------------- | ----------------------------------- | ----------------------------------- | ----------------------------------- | ----------------------------------- | ----------------------------------- | ----------------------------------- | ----------------------------------- | ----------------------------------- | ----------------------------------- | ----------------------------------- | ----------------------------------- | ----------------------------------- | ----------------------------------- | ----------------------------------- |
| Trampolino maschile                 |                                     | Preliminari                         | Finale                              |                                     |                                     |                                     |                                     |                                     |                                     |                                     |                                     |                                     |                                     |                                     |                                     |                                     |                                     |
| Piattaforma maschile                |                                     |                                     |                                     |                                     |                                     | Preliminari                         | Preliminari                         | Finale                              |                                     |                                     |                                     |                                     |                                     |                                     |                                     |                                     |                                     |
| Trampolino femminile                |                                     |                                     |                                     |                                     | Preliminari                         | Finale                              |                                     |                                     |                                     |                                     |                                     |                                     |                                     |                                     |                                     |                                     |                                     |
| Piattaforma femminile               |                                     |                                     |                                     |                                     |                                     |                                     |                                     |                                     | Finale                              |                                     |                                     |                                     |                                     |                                     |                                     |                                     |                                     |

## Podi
| Evento                 | Oro                    | Perform. | Argento              | Perform. | Bronzo                      | Perform. |
| Gare maschili          |                        |          |                      |          |                             |          |
| Trampolino (dettagli)  | Bruce Harlan           | 163,64   | Miller Anderson      | 157,29   | Samuel Lee                  | 145,52   |
| Piattaforma (dettagli) | Samuel Lee             | 130,05   | Bruce Harlan         | 122,30   | Joaquín Capilla Pérez       | 113,52   |
| Gare Femminili         |                        |          |                      |          |                             |          |
| Trampolino (dettagli)  | Victoria Manalo Draves | 108,74   | Zoe Ann Olsen-Jensen | 108,23   | Patricia Elsener            | 101,30   |
| Piattaforma (dettagli) | Victoria Manalo Draves | 68,87    | Patricia Elsener     | 66,28    | Birte Christoffersen-Hanson | 66,04    |

## Medagliere
| Posizione | Paese       |   |   |   | Totale |
| --------- | ----------- | - | - | - | ------ |
| 1         | Stati Uniti | 4 | 4 | 2 | 10     |
| 2         | Messico     | 0 | 0 | 1 | 1      |
| 2         | Danimarca   | 0 | 0 | 1 | 1      |
| Totale    | Totale      | 4 | 4 | 4 | 12     |